# Maurice Pelling
Maurice James Pelling (* 1920 in Romford; † 7. Juni 1973 in Dénia, Spanien) war ein englischer Artdirector und Szenenbildner, der einen Oscar für das beste Szenenbild gewann.

## Leben
Pelling begann seine Tätigkeit als Artdirector und Szenenbildner 1945 bei dem Film Der Mann aus Marokko und wirkte bis 1973 an der szenischen Ausstattung von 25 weiteren Filmen mit.
1964 gewann er zusammen mit John DeCuir, Jack Martin Smith, Hilyard M. Brown, Herman A. Blumenthal, Elven Webb, Boris Juraga, Walter M. Scott, Paul S. Fox und Ray Moyer den Oscar für das beste Szenenbild in einem Farbfilm, und zwar für den Monumentalfilm Cleopatra (1963) von Joseph L. Mankiewicz mit Elizabeth Taylor, Richard Burton und Rex Harrison in den Hauptrollen.
Er starb am 7. Juni 1973 bei einem Autounfall im spanischen Dénia.

## Filmografie (Auswahl)
- 1945: Der Mann aus Marokko (The Man From Morocco)
- 1957: Stranger in Town
- 1964: James Bond 007 – Goldfinger (Goldfinger)
- 1966: Hilfe, sie liebt mich nicht! (Doctor in Clover)
- 1967: Zirkus des Todes (Berserk!)
- 1968: Ein dreckiger Haufen (Play Dirty)
- 1970: Some Will, Some Won’t
- 1972: Antony and Cleopatra
- 1973: Unter tödlicher Sonne (Charly One-Eye)

## Auszeichnungen
- 1964: Oscar für das beste Szenenbild in einem Farbfilm